# Nephelomys ricardopalmai
Nephelomys ricardopalmai és una espècie de mamífer rosegador de la família dels cricètids. És endèmic del Perú, on viu a altituds d'entre 1.900 i 3.200 msnm als departaments de l'Amazones i San Martín, entre el marge dret del riu Marañón i el marge esquerre del riu Huallaga. El seu hàbitat natural són les selves nebuloses. Té una llargada total de 289-323 mm i la cua un 14% més llarga que la llargada de cap a gropa. Fou anomenat en honor del polític, periodista i escriptor peruà Ricardo Palma. Com que fou descobert fa poc, encara no se n'ha avaluat l'estat de conservació.